# Tutta colpa di Sara
Tutta colpa di Sara (Serving Sara) è un film del 2002 diretto da Reginald Hudlin, interpretato da Matthew Perry ed Elizabeth Hurley, con Bruce Campbell come antagonista e Amy Adams in uno dei suoi primi ruoli importanti. Prodotto per la Paramount dalle consociate Halsted/Illusion Entertainment, insieme a Mandalay Pictures, con l’obbiettivo di lanciare la Hurley come star e di rilanciare Perry come interprete cinematografico, il film, è una commedia sentimentale sul tema del divorzio incentrato principalmente sulla verve comica del cast.
Rivelatosi un flop di critica e pubblico alla sua uscita in sala, nel tempo ha goduto comunque di una grande visibilità in tutto il mondo grazie al mercato DVD e ai numerosi passaggi televisivi. In Italia, è stato distribuito nei cinema dalla Eagle Pictures.

## Trama
Joe è un ufficiale giudiziario che si inventa metodi ingegnosi per eseguire il suo lavoro. La sua prossima vittima è Sara Moore, socia e moglie di Gordon, un ricco allevatore di bestiame, che chiede al capo di Joe di mandare una notifica di divorzio a Sara. Lei però non ne vuole sapere e fa di tutto per non farsi trovare finché decide di battersi per ottenere quello che le spetta. Dopo aver comunque eseguito il suo lavoro, Joe, si mette d'accordo con Sara decidendo di non notificare lei, ma Gordon...

## Produzione
Le riprese del film si sono svolte principalmente in Texas nei primi mesi del 2001.
Matthew Perry ha girato la scena dove corre inseguito da un camion con un piede rotto. Secondo il regista se fosse inciampato sarebbe stato investito.
Durante le riprese la produzione del film è stata rallentata perché Matthew Perry ha trascorso un breve periodo in riabilitazione a causa della dipendenza da antidolorifici da prescrizione. 
Non accreditato nei titoli, il celebre attore/animatore/sceneggiatore/regista Mike Judge appare nel breve cameo dell’impiegato al motel. Judge ha accettato il ruolo all’ultimo momento per fare un favore al regista, dato che originariamente era stato contattato un altro attore che poi, per questioni di salute, non aveva potuto girare la sua scena.

## Distribuzione
Il film è stato distribuito al cinema negli USA e in Canada dalla Paramount Pictures il 23 agosto 2002 con scarso successo. Il primo weekend di programmazione si è piazzato solo al sesto posto della classifica con un incasso di $ 5.758.236, e le recensioni furono in gran parte negative. Alla fine, Tutta colpa di Sara incassò al Box Office nordamericano $ 16.930.185 venendo proiettato in un massimo di 2.174 schermi, e a livello internazionale andò anche peggio, portando a casa poco più di 3.200.000 dollari. In Italia uscì in pochi cinema il 7 novembre 2003 incassando soltanto 19.504 Euro, e a due anni e mezzo dall’uscita, l’incasso mondiale della pellicola arrivò a $ 20.146.150 a fronte di un budget da recuperare di 29.000.000. Il film, ebbe comunque successo in tutto il mondo per il mercato home video, e soprattutto nel tempo, grazie ad una consistente programmazione televisiva.